# Art de ben menjar
Art de ben menjar és un llibre de cuina, publicat per 1a vegada el 1923 anònimament, a l'editorial La Renaixensa, i en successives edicions amb autor Marta Salvià, pseudònim d'Adrianna Aldavert i Sara Aldavert (filles de Pere Aldavert i Martorell i de Josefa Sabater i Nubiola), reeditat 1925, 1927, 1930 (La Renaixensa), 1940 (Durán i Alsina), 1968 (Aedos).